# Izoenzym
Izoenzymy (též izozymy) jsou enzymy z jednoho organismu, které katalyzují stejnou reakci, ale mají odlišnou strukturu. Jednotlivé izoenzymy se od sebe dají rozlišit různými separačními metodami (např. elektroforézou), imunochemickými metodami nebo za použití některých dalších technik.
Izoenzymy sice katalyzují tutéž reakci, mohou se však lišit v reakční kinetice. Možná odlišná struktura izoenzymů se projeví i v rozdílné citlivosti jednotlivých izoenzymů k podmínkám - např. teplota, pH, iontová síla, citlivost k denaturaci, odolnost vůči katalytickým jedům.
V medicíně mají velký význam především ty enzymy, jejichž izoenzymy jsou orgánově, tkáňově či subcelulárně specifické. Stanovení katalytické aktivity příslušného izoenzymu např. v krvi (resp. s plazmě) lze usuzovat na poškození nebo poruchu konkrétní části těla.
Od roku 1966, kdy byla zjištěna vnitropopulační variabilita isoenzymů, se stala elektroforetická analýza též nástrojem ke studiu populační genetiky.

## Klinicky významné izoenzymy

### Glukokináza
Glukokináza je enzym počínající glykolýzu tím, že jednu molekulu glukózy fosforyluje jedním fosfátem z ATP za vzniku glukóza-6-fosfátu. Vyskytuje se převážně v játrech a v pankreatu a funguje především jako receptor pro glukózu. Mutace glukokinázy může způsobovat jednu z méně častých forem diabetu (tzv. MODY 2). Izoenzym hexokináza začíná glykolýzu ve všech tkáních těla.

### Laktátdehydrogenáza (LD)
Laktátdehydrogenáza je tetramerní enzym skládaný z podjednotek M a H. Podle počtu M a H podjednotek (nezáleží na pořadí) lze získat celkem 5 izoenzymů laktátdehydrogenázy. Laktátdehydrogenáza je cytoplazmatický enzym, podílí se především na přeměně pyruvátu na laktát při anaerobní glykolýze.
- LD1 (HHHH) - srdeční sval, červené krvinky
- LD2 (HHHM)- monocyto-makrofágový systém
- LD3 (HHMM) - plíce
- LD4 (HMMM) - ledviny, pankreas, placenta
- LD5 (MMMM) - játra

Tkáňová distribuce izoenzymů není příliš specifická, proto se již LD prakticky opouští při diagnostice poruch srdce a jater a nadále se používá především při sledování rozsahu hemolytických anémií a nádorových onemocnění.

### Kreatinkináza (CK)
Kreatinkináza je dimerní enzym skládaný ze dvou podjednotek B a M:
- MM - sval
- MB - srdce
- BB - mozek

Funkcí kreatinkinázy je tvorba a zpětná mobilizace energetických zásob v kreatinfosfátu do ATP. Prakticky se používá jen stanovení izoenzymu MB při diagnostice infarktu myokardu - CK-MB; obvykle se stanovuje hmotnost izoenzymu (CK-MBmass).

### Alkalická fosfatáza (ALP)
Alkalická fosfatáza je membránově vázaný enzym vyskytující se ve formě několika izoenzymů:
- střevní ALP
- placentární ALP
- tkáňová ALP
  - jaterní ALP
  - kostní ALP
  - ledvinná ALP

Změny ALP mohou odpovídat poměrně širokému spektru onemocnění.

## Izoenzymy jako molekulární markery
Izoenzymy rozlišitelné na základě gelové elektroforézy se staly prvními molekulárními markery využitelnými v populační genetice a fylogenetice.
Vlastní analýza probíhá na gelu ze syntetického polymeru, škrobu nebo agaru. Homogenát biologického materiálu je umístěn do jamky v gelu, načež je napříč gelem vytvořeno elektrické pole. Molekuly proteinů se během putování ke kladně nebo záporně nabité elektrodě oddělují na základě své velikosti a elektrického náboje. Pro vizualizaci konkrétních enzymů se pak používá reakce se specifickým substrátem, při jehož štěpení dojde k barevné změně míst, kam v gelu enzymy domigrovaly - ta jsou pak patrná jako proužky. Na základě vzniklého vzoru, tzv. zymogramu, lze pak rozlišit homozygoty a heterozygoty. Počet proužků se dále odvíjí od počtu lokusů, kterými jsou enzymy kódovány. Jsou-li enzymy kódovány různými alelami jednoho lokusu, hovoříme o nich jako o allozymech - homozygoti v takovém případě mají jeden polypeptidový proužek, heterozygoti různé dvojice proužků. Složitější vzory se objevují, jsou-li enzymy kódovány více lokusy, případně u polyploidních rostlin, které obsahují několik genomů.